# SLC25A11
SLC25A11 (англ. Solute carrier family 25 member 11) – білок, який кодується однойменним геном, розташованим у людей на короткому плечі 17-ї хромосоми. Довжина поліпептидного ланцюга білка становить 314 амінокислот, а молекулярна маса — 34 062.
| 10         |  | 20         |  | 30         |  | 40         |  | 50         |
| ---------- |  | ---------- |  | ---------- |  | ---------- |  | ---------- |
| MAATASAGAG |  | GIDGKPRTSP |  | KSVKFLFGGL |  | AGMGATVFVQ |  | PLDLVKNRMQ |
| LSGEGAKTRE |  | YKTSFHALTS |  | ILKAEGLRGI |  | YTGLSAGLLR |  | QATYTTTRLG |
| IYTVLFERLT |  | GADGTPPGFL |  | LKAVIGMTAG |  | ATGAFVGTPA |  | EVALIRMTAD |
| GRLPADQRRG |  | YKNVFNALIR |  | ITREEGVLTL |  | WRGCIPTMAR |  | AVVVNAAQLA |
| SYSQSKQFLL |  | DSGYFSDNIL |  | CHFCASMISG |  | LVTTAASMPV |  | DIAKTRIQNM |
| RMIDGKPEYK |  | NGLDVLFKVV |  | RYEGFFSLWK |  | GFTPYYARLG |  | PHTVLTFIFL |
| EQMNKAYKRL |  | FLSG       |  |            |  |            |  |            |

A: Аланін

C: Цистеїн

D: Аспарагінова кислота

E: Глутамінова кислота

F: Фенілаланін

G: Гліцин

H: Гістидин

I: Ізолейцин

K: Лізин

L: Лейцин

M: Метіонін

N: Аспарагін

P: Пролін

Q: Глутамін

R: Аргінін

S: Серин

T: Треонін

V: Валін

W: Триптофан

Кодований геном білок за функцією належить до фосфопротеїнів. 
Задіяний у таких біологічних процесах, як транспорт, ацетилювання, альтернативний сплайсинг. 
Локалізований у мембрані, мітохондрії, внутрішній мембрані мітохондрії.